# Phytobia kuhlmanni
Phytobia kuhlmanni är en tvåvingeart som beskrevs av Spencer 1966. Phytobia kuhlmanni ingår i släktet Phytobia och familjen minerarflugor. Inga underarter finns listade i Catalogue of Life.